# Phillip Sinn
Phillip Jakob Sinn (* 13. Januar 2004 in Mannheim) ist ein deutscher Eishockeyspieler, der seit Juli 2025 beim EHC Red Bull München aus der Deutschen Eishockey Liga (DEL) unter Vertrag steht und dort auf der Position des Verteidigers spielt. Zuvor war Sinn bereits für den EC Red Bull Salzburg in der ICE Hockey League aktiv.

## Karriere
Sinn begann mit dem Eishockeyspielen zunächst in seiner Geburtsstadt, wo er bis zum Sommer 2018 in der Nachwuchsabteilung des Mannheimer ERC ausgebildet wurde. Zur weiteren sportlichen Ausbildung wechselte der auch in der Angriffsformation einsetzbare Verteidiger an die RB Hockey Akademie des österreichischen Vereins EC Red Bull Salzburg. In der von der Red Bull GmbH unterstützten Akademie verbrachte das Talent insgesamt vier Jahre und gewann während dieser Zeit mit dem Team in den Jahren 2021 sowie 2022 die Meisterschaft der ICE Young Stars League (ICEYSL). Parallel zum Spielbetrieb in der ICE Juniors League (ICEJL) und ICEYSL waren die Mannschaften der Akademie auch in den Nachwuchsligen des Nachbarlandes Tschechien aktiv. Die Saison 2022/23 bestritt Sinn mit der zweiten Mannschaft des EC Red Bull Salzburg, den RB Hockey Juniors, in der Alps Hockey League. Zudem stand er auf Leihbasis in zwei Partien für den Kooperationspartner EHC Red Bull München in der Deutschen Eishockey Liga (DEL) auf dem Eis.
Mit Beginn der Spielzeit 2023/24 gehörte der Deutsche zum Aufgebot der ersten Mannschaft Salzburgs in der ICE Hockey League. In seinem Rookiejahr sammelte der Abwehrspieler in 49 Einsätzen insgesamt zehn Scorerpunkte. Am Saisonende sicherte sich Sinn mit dem Team den Titel der ICE Hockey League und als beste österreichische Mannschaft auch den österreichischen Meistertitel. Darüber hinaus gewann er mit den RB Hockey Juniors die innerhalb der Alps Hockey League ausgetragene österreichische Zweitliga-Meisterschaft. Im Frühjahr 2025 wiederholte er mit der ersten Mannschaft der Salzburger die beiden Titelgewinne des Vorjahres. Zur Saison 2025/26 wechselte Sinn gemeinsam mit Ryan Murphy von Salzburg zum ebenfalls von der Red Bull GmbH unterstützten EHC Red Bull München in die DEL, wo er bereits in der Spielzeit 2022/23 zweimal für den Klub auf dem Eis gestanden hatte.

### International
Auf internationaler Ebene kam Sinn bereits ab der Spielzeit 2019/20 für die Juniorennationalmannschaften des Deutschen Eishockey-Bundes zu Einsätzen. Sein erstes internationales Turnier absolvierte der Verteidiger mit dem Hlinka Gretzky Cup 2021, den die deutschen U17-Junioren auf dem siebten Rang abschlossen. In der Folge nahm er an der U18-Junioren-Weltmeisterschaft 2022 sowie den U20-Junioren-Weltmeisterschaften der Jahre 2023 und 2024 teil. Insgesamt kam er im Rahmen der drei WM-Turniere zu 14 Einsätzen, in denen er acht Torbeteiligungen vorweisen konnte.
Für den Deutschland Cup 2024 wurde Sinn von Bundestrainer Harold Kreis erstmals in den Kader der A-Nationalmannschaft berufen. Aufgrund einer Verletzung musste der Abwehrspieler die Teilnahme jedoch im Vorfeld absagen.

## Erfolge und Auszeichnungen
| - 2021 Meister der ICE Young Stars League mit dem EC Red Bull Salzburg - 2022 Meister der ICE Young Stars League mit dem EC Red Bull Salzburg - 2024 Österreichischer Zweitliga-Meister mit den RB Hockey Juniors | - 2024 Meister der ICE Hockey League und Österreichischer Meister mit dem EC Red Bull Salzburg - 2025 Meister der ICE Hockey League und Österreichischer Meister mit dem EC Red Bull Salzburg |

## Karrierestatistik
Stand: Ende der Saison 2024/25

### International
Vertrat Deutschland bei:
- Hlinka Gretzky Cup 2021
- U18-Junioren-Weltmeisterschaft 2022
- U20-Junioren-Weltmeisterschaft 2023
- U20-Junioren-Weltmeisterschaft 2024

(Legende zur Spielerstatistik: Sp oder GP = absolvierte Spiele; T oder G = erzielte Tore; V oder A = erzielte Assists; Pkt oder Pts = erzielte Scorerpunkte; SM oder PIM = erhaltene Strafminuten; +/− = Plus/Minus-Bilanz; PP = erzielte Überzahltore; SH = erzielte Unterzahltore; GW = erzielte Siegtore; 1 Play-downs/Relegation; Kursiv: Statistik nicht vollständig)